# Xanthé Mallett
Xanthé D. Mallett (* 17. Dezember 1976 in Alexandria, West Dunbartonshire) ist eine schottische forensische Anthropologin, Kriminologin und Fernsehmoderatorin. Sie hat sich auf menschliche kraniofaziale Biometrie und Handidentifikation spezialisiert sowie auf die Analyse von Online-Verhaltensmustern von Pädokriminellen. Sie ist Professorin an der University of Newcastle im australischen Bundesstaat New South Wales.

## Jugend und Ausbildung
Xanthé D. Malletts Vater war Ingenieur, ihre Mutter eine ehemalige Tänzerin. Mallet selber begann mit dem Tanzen und ging nach einem Umzug nach Tring in der englischen Grafschaft Hertfordshire 1985 in die Tring Park School for the Performing Arts. Sie betrieb weitere Sportarten wie Tennis und plante, einen Abschluss in Sport zu absolvieren. Ein Autounfall im Alter von 18 Jahren führte zu einer schweren Knieverletzung, die zehn Operationen erforderte und ihre sportliche Laufbahn beendete.
Sie erhielt ihren Bachelor-Abschluss in Archäologie an der University of Bradford, West Yorkshire, einen Master-Abschluss in Anthropologie an der University of Cambridge und schloss ihre Doktorarbeit in biologischer Anthropologie (Gesichtserkennung und Bildanalyse) 2007 an der University of Sheffield ab.

## Berufliche Karriere

### Akademische Laufbahn
Von 2008 bis 2012 arbeitete sie im Centre for Anatomy & Human Identification (CAHID) an der University of Dundee in Schottland, wo sie zusammen mit der forensischen Anthropologin Susan Margaret „Sue“ Black als Professorin der Anthropologie lehrte. Mit steigendem Interesse an der Kriminologie entschied sie sich 2012, nach Australien umzusiedeln. Dort trat sie im März 2012 eine Stelle als Dozentin (Lecturer) für forensische Kriminologie an der University of New England in Armidale, New South Wales an. Im September 2013 wurde sie Senior Lecturer. Im Februar 2017 nahm sie eine Professur (Associate Professor) an der University of Newcastle ebenfalls in New South Wales an.
Mallett hat in verschiedenen wissenschaftlichen Zeitschriften veröffentlicht. 2014 publizierte sie das Buch Mothers Who Murder: And Infamous Miscarriages of Justice über Mütter, die ihre eigenen Kinder getötet haben.

### Fernsehkarriere
Von 2010 bis 2011 arbeitete Mallett als forensische Anthropologin in der BBC-Two-Serie History Cold Case. In der Serie versuchten  Mallett und andere Experten (darunter auch Sue Black), die Todesursachen von Menschen anhand derer Überreste aufzuklären, die aus dem Zeitraum der Römer bis ins Viktorianische Zeitalter datieren. Sie trat auch in der US-Version der Serie auf, die auf dem National Geographic Channel als The Decrypters 2011 ausgestrahlt wurde.
In Australien präsentierte Mallett im Jahr 2013 die Serie Wanted, eine interaktive Fernsehsendung, um die Öffentlichkeit zu ermutigen, bei der Lösung von Verbrechen durch Hinweise mitzuhelfen. Zusätzlich war sie Nebenmoderatorin von Coast Australia, einer Sendung mit Fokus auf die Küstengeographie von Australien.
Im Jahr 2014 präsentierte sie eine Fernsehsendung, Mothers Who Murder, auf dem australischen Channel Ten, die mit der Veröffentlichung ihres Buches zusammenfiel. In dieser Sendung traf sie auf Familien und die Polizei, um zu untersuchen, was zu den Morden führte. Eine der Frauen, deren Profil sie erstellte, war Rachel Pfitzner, die 2007 ihren zweijährigen Sohn Dean Shillingsworth getötet hatte.

## Privatleben
Xanthé Mallett ist seit 2007 mit Neil Telling, einem Gabelstapler-Fahrer, verheiratet, den sie bereits seit 1992 kennt.

## Publikationen
- Xanthé Mallett und Martin P. Evison: Forensic Facial Comparison: Issues of Admissibility in the Development of Novel Analytical Technique, Journal of Forensic Sciences (2013), Bd. 58(4), S. 859–865.
- Xanthé Mallett, Teri Blythe und Rachel Berry: Advances in Forensic Human Identification, CRC Press (2014), ISBN 978-1-4398-2514-3.
- Xanthé Mallett: Mothers Who Murder, Random House Australia (2014)
- Patrick S. Randolph-Quinney, Xanthé Mallett und Sue M. Black: Wiley Encyclopaedia of Forensic Sciences, Ed. Allan Jamieson und Andre A. Moenssens, Wiley, Chichester, West Sussex (2009), ISBN 978-0-470-01826-2.